# نيت جونسون
نيت جونسون (بالإنجليزية: Nate Johnson) هو لاعب كرة سلة أمريكي، لعب في المنطقة العربية وغرب آسيا لأول مرة عندما قام نادي زين الأردني بالتعاقد معه في بطولة آسيا للاندية عام 2006 في الكويت وقد لعب في الدوري الكوري ومن ثم عاد مرة أخرى لنادي زين واحرز معه بطولة الأندية العربية لعام 2008 وقام غريم نادي زين التقليدي، نادي الرياضي بيروت من التعاقد معه.

## روابط خارجية
- نيت جونسون على موقع كرة السلة الأوروبية.كوم (الإنجليزية)
- نيت جونسون على موقع كلية كرة السلة في سبورتس رفرنس.كوم (الإنجليزية)
- نيت جونسون على موقع ريلجم (الإنجليزية)
- نيت جونسون على موقع بروبوليرز (الإنجليزية)
- نيت جونسون على موقع سبورتس رفرنس (الإنجليزية)
- نيت جونسون على موقع سبورتس رفرنس (الإنجليزية)